# Gorla Maggiore
Gorla Maggiore é uma comuna italiana da região da Lombardia, província de Varese, com cerca de 4.835 habitantes. Estende-se por uma área de 5 km², tendo uma densidade populacional de 967 hab/km². Faz fronteira com Carbonate (CO), Fagnano Olona, Gorla Minore, Locate Varesino (CO), Mozzate (CO), Solbiate Olona.

## Demografia
| Variação demográfica do município entre 1861 e 2011                               |
|                                                                                   |
| Fonte: Istituto Nazionale di Statistica (ISTAT) - Elaboração gráfica da Wikipedia |